# Pleione formosana
Pleione formosana (также лат. Taiwan pleione, лат. windowsill orchid) — вид однодольных растений рода Плейоне (Pleione) семейства Орхидные (Orchidaceae). Произрастает в юго-восточном Китае, на севере и в центральной части Тайваня. Листопадная многолетняя наземная орхидея, достигающая 15 см в высоту и 30 см в ширину, со сферическими псевдобульбами, образующими один сложенный лист. Розовые цветки, распускающиеся весной, имеют сильно выраженные окаймленные белые губки, испещрённые коричневыми пятнами на внутренней поверхности.
Уточнение название формозана ( лат. formosana) происходит от бывшего названия Тайваня Формоза.

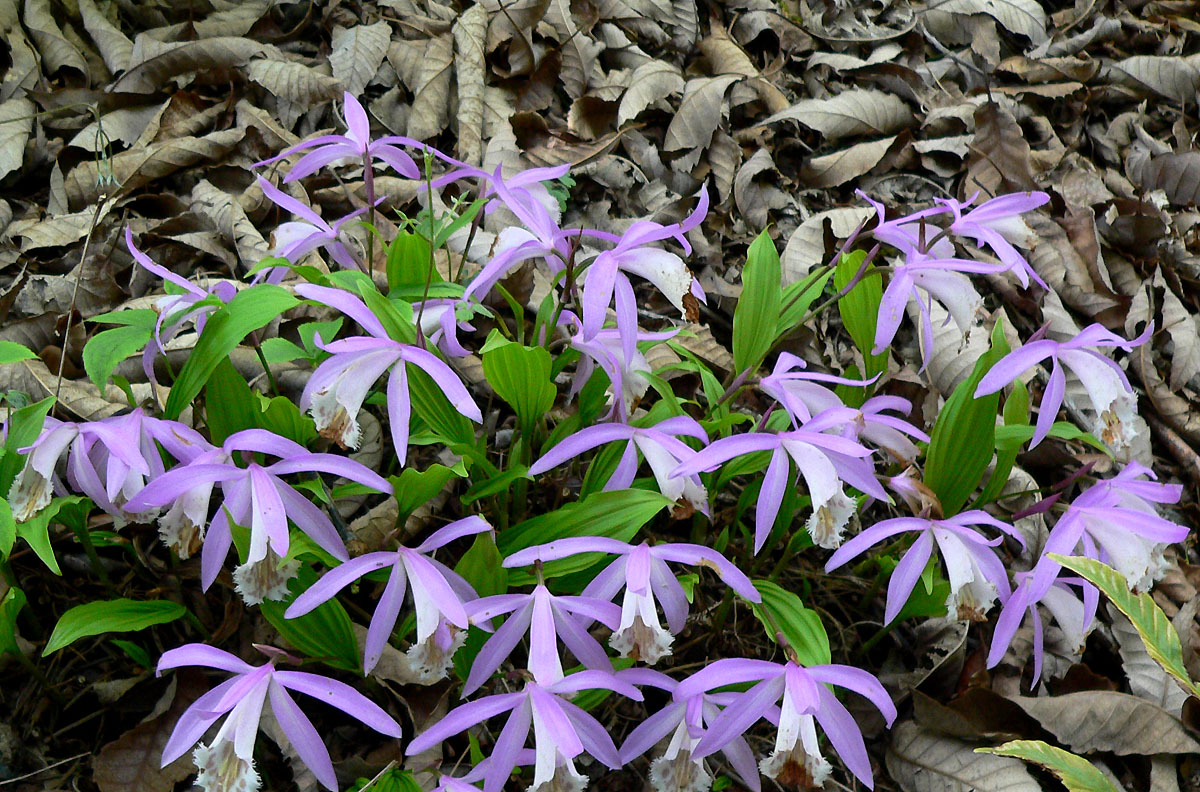
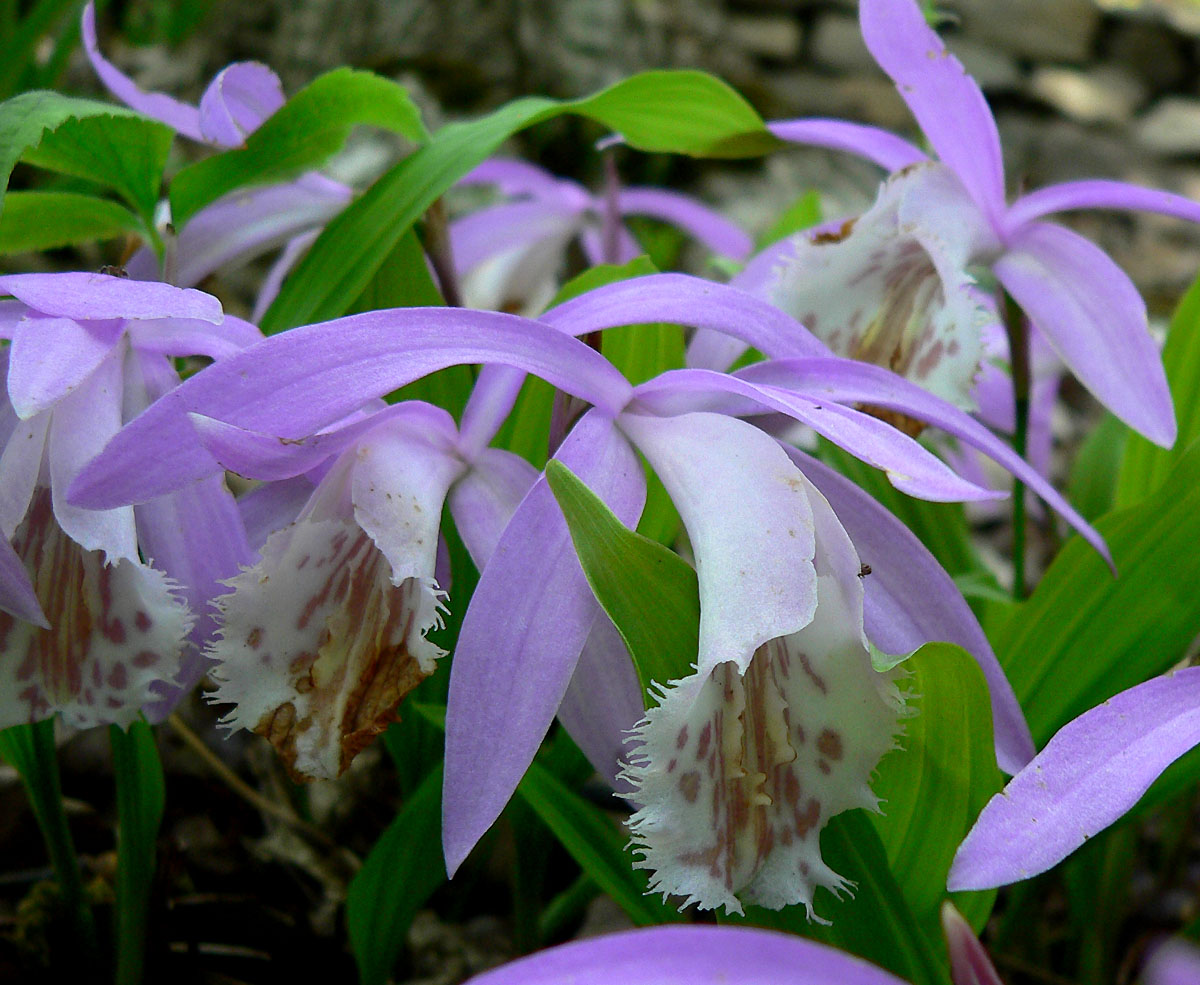